# Gualtiero (arcivescovo)
Gualtiero, noto anche come Gualterio (lat. Gualterus Protophamilius o Protofamiliarios) e in passato detto anche Offamilio (Sicilia, XII secolo – Palermo, 1190), è stato un arcivescovo cattolico italiano.
Fu arcivescovo di Palermo dal 1169 al 1190, e consigliere di Guglielmo II di Sicilia dal 1171 al 1189.

## Biografia

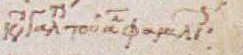
L'origine dell'errore

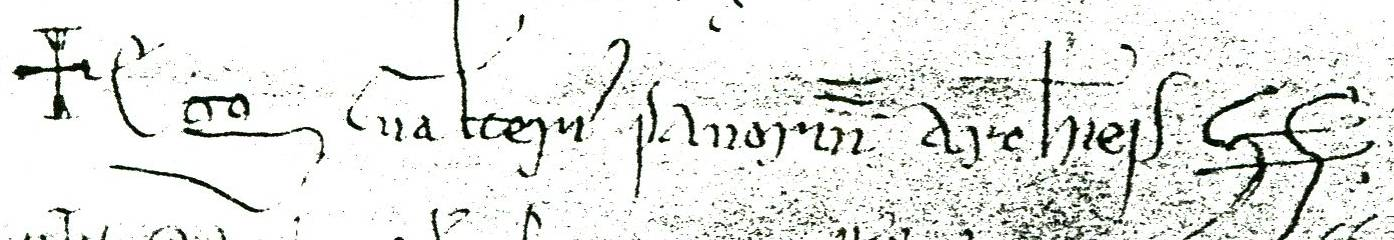
Firma autografa del 1182

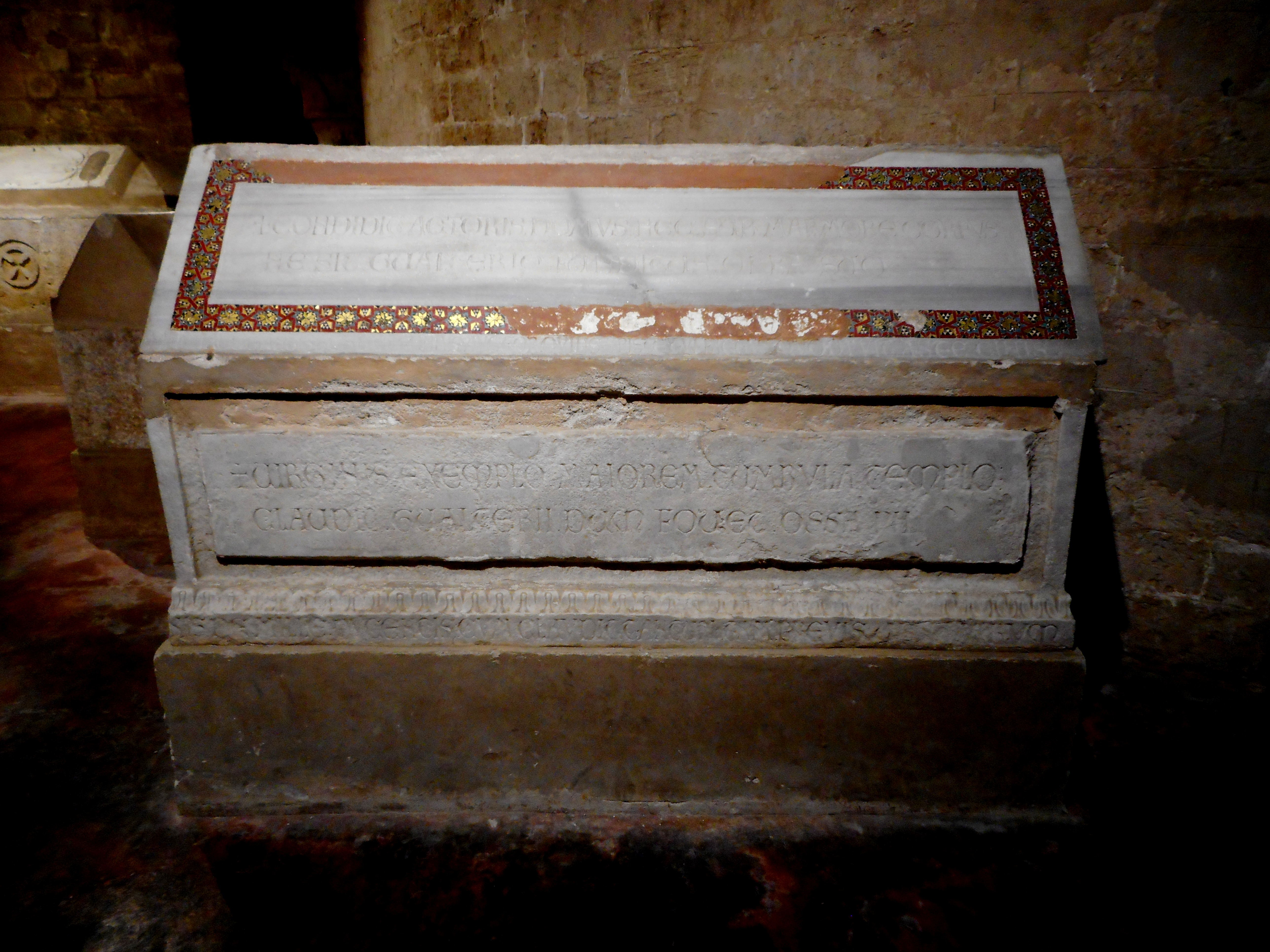
Sarcofago di Gualtiero Offamilio

Gualtiero, arcidiacono di Cefalù, dal 1161 fu l'istitutore dei figli di Guglielmo I di Sicilia e Margherita di Navarra.
Alla morte di Guglielmo I (1166), l'erede al trono Guglielmo II aveva solo tredici anni, quindi la madre Margherita assunse la reggenza fino al 1171, affidando il figlio alle cure del prelato. 
Quando poi Guglielmo assunse il potere, Gualtiero fu una delle figure più vicine al re. Nel 1184 fu capo del partito filotedesco e promotore delle nozze di Costanza d'Altavilla, figlia di Ruggero II, con l'imperatore Enrico VI nel 1186.
Arcivescovo di Palermo dal 1169, fu il committente della Chiesa del Santo Spirito e risale a lui la ricostruzione della Cattedrale di Palermo, dove fu sepolto. Alla sua morte come arcivescovo fu eletto il fratello Bartolomeo.

## Identità
Il nome Gualtiero Offamilio fu considerato l'italianizzazione di Walter of the Mill ed erroneamente identificato con Gualtiero Anglico, un inglese autore di 60 favole in distici elegiaci, già cappellano di Enrico II d'Inghilterra; Gualtiero sarebbe stato inviato in Sicilia dal re d'Inghilterra Enrico II per preparare il matrimonio della figlia Giovanna con Guglielmo II di Sicilia e insegnare la lingua latina a Guglielmo. La lingua inglese del XII secolo ignora però il genitivo introdotto da of. Secondo un'altra più dotta ipotesi, suffragata dai documenti conservati nel Palazzo reale di Palermo quando ci si riferisce a Gualtiero il testo in greco riporta "A familiou" - dove l'alfa con il segno grafico in alto a destra significava primo e "familiou" è un genitivo epesegetico o dichiarativo. Pertanto la corretta lettura darebbe Walter πρωτοφαμιλιάριος (primo della famiglia), nel senso di primo della Curia regis, una sorta di "primo ministro".
Un’altra tradizione, non suffragata da fonti, vuole che Gualtiero sia figlio di Roberto d'Embrun, capostipite della famiglia Paternò.

## Genealogia episcopale
La genealogia episcopale è:
- Vescovo Gentile Tuscus
- Arcivescovo Gualtiero